# Thomas Cailley

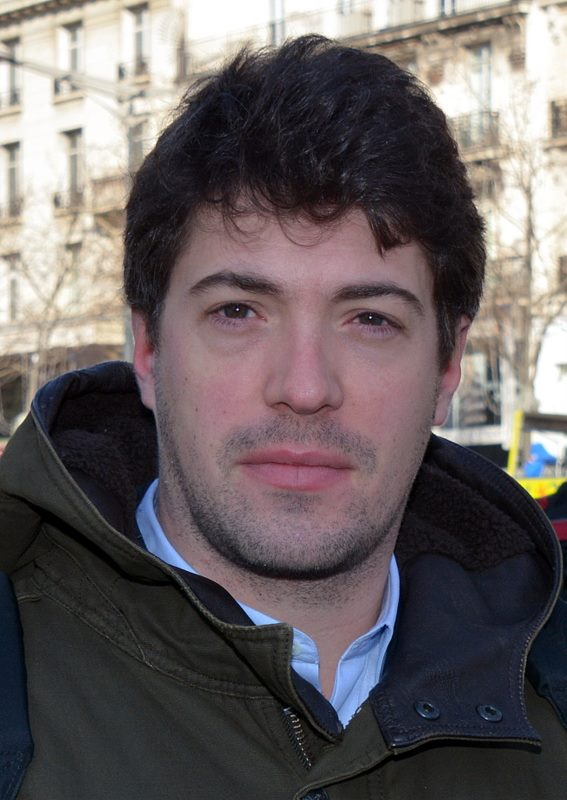
Thomas Cailley (2015)

Thomas Cailley (* 29. April 1980 in Clermont-Ferrand) ist ein französischer Drehbuchautor und Filmregisseur.

## Leben
Thomas Cailley wurde 1980 in Clermont-Ferrand geboren. Er studierte zunächst Politologie am Institut d’études politiques de Bordeaux, machte hiernach eine Kulturmanagerausbildung und arbeitete in den Bereichen Kino, Fernsehen und Videospiele. Im Jahr 2007 nahm er an der Pariser Filmhochschule La Fémis ein Studium in Drehbuchschreiben auf.
Cailleys Spielfilmdebüt Liebe auf den ersten Schlag feierte im Mai 2014 bei den Internationalen Filmfestspielen in Cannes seine Premiere, wo der Film in der Nebenreihe Quinzaine des réalisateurs gezeigt wurde. Der Film erzählt von zwei jungen Menschen, die für die Apokalypse trainieren, weil ihnen das Frankreich der Gegenwart keine Perspektiven mehr bietet. Im Mai 2023 stellte er ebenfalls in Cannes seinen zweiten Spielfilm Animalia vor. Der Science-Fiction-Film mit Romain Duris und Adèle Exarchopoulos in den Hauptrollen eröffnete dort die Auswahl Un Certain Regard.

## Filmografie
- 2009: À domicile (Kurzfilm, Drehbuch)
- 2011: Paris Shanghai (Kurzfilm, Regie)
- 2014: Liebe auf den ersten Schlag (Les Combattants, Drehbuch und Regie)
- 2018: Ad Vitam (Fernsehserie, Drehbuch und Regie bei 6 Folgen)
- 2018: Ami-ami (Drehbuch)
- 2023: Animalia (Le règne animal, Drehbuch und Regie)

## Auszeichnungen
César
- 2015: Auszeichnung für das Beste Erstlingswerk  (Liebe auf den ersten Schlag)
- 2015: Nominierung als Bester Film (Liebe auf den ersten Schlag)
- 2015: Nominierung für die Beste Regie (Liebe auf den ersten Schlag)
- 2015: Nominierung für das Beste Originaldrehbuch (Liebe auf den ersten Schlag)

Internationale Filmfestspiele von Cannes
- 2014: Auszeichnung mit dem Art Cinema Award (Liebe auf den ersten Schlag)
- 2014: Auszeichnung mit dem Prix SACD der Quinzaine des réalisateurs (Liebe auf den ersten Schlag)
- 2014: Auszeichnung Label Europa Cinemas (Liebe auf den ersten Schlag)
- 2014: Auszeichnung mit dem FIPRESCI-Preis in der Quinzaine des réalisateurs (Liebe auf den ersten Schlag)
- 2014: Nominierung für die Queer Palm (Liebe auf den ersten Schlag)
- 2014: Nominierung für die Caméra d’Or (Liebe auf den ersten Schlag)
- 2023:  Nominierung für den Prix Un Certain Regard (Animalia)

Louis-Delluc-Preis
- 2014: Auszeichnung für das Beste Erstlingswerk (Liebe auf den ersten Schlag)

Prix Lumières
- 2015: Auszeichnung für das Beste Erstlingswerk (Liebe auf den ersten Schlag)

Syndicat Français de la Critique de Cinéma et des Films de Télévision
- 2015: Auszeichnung für das Beste französische Filmdebüt (Liebe auf den ersten Schlag)